# Société suisse de météorologie
 (mai 2022).
La Société suisse de météorologie (SSM ; en allemand, Schweizerische Gesellschaft für Meteorologie, SGM) est une association de météorologues professionnels et de passionnés de météo en Suisse. 
Elle coédite, avec les sociétés allemandes et autrichiennes de météorologie, la revue scientifique Meteorologische Zeitschrift (MetZ).

## But
L'association vise à promouvoir les échanges entre le monde académique et les activités privées et à aider les étudiants qui se dirigent vers la météorologie et la climatologie,.

## Histoire
L'association est fondée le 8 août 1916 à Scuol, dans les Grisons, sous le nom de « Société suisse de géophysique, de météorologie et d'astronomie » (GMA). Elle est constituée comme section distincte de la Société suisse des sciences naturelles (SNG) afin de tenir des conférences qui ne soient pas noyées dans les autres domaines de la SNG lors de ses réunions annuelles. À sa création, elle ne compte que 46 membres.
Le 4 octobre 1969, l'association change de nom et devient la « Société suisse de géophysique », après la création d'une Société d'astrophysique et d'astronomie distincte. Le 7 octobre 1994, elle prend son nom actuel après le départ des géophysiciens.
En 1992, elle se joint aux sociétés de météorologie autrichienne et allemande pour reprendre la publication de la revue météorologique Meteorologische Zeitschrift, fondée en 1866 mais interrompue en 1945. Depuis janvier 2000, la revue est publiée conjointement avec Contributions to Atmospheric Physics. Elle publie des articles révisés par des pairs en météorologie, climatologie, physique et chimie atmosphérique.

## Affiliations
Elle est membre de la Société européenne de météorologie (EMS), de l'Académie suisse des sciences naturelles (SCNAT) et de la plateforme géosciences,.